# Baracaldo
Baracaldo (em castelhano) ou, oficialmente, Barakaldo (em basco), é um município da Espanha na província da Biscaia, comunidade autónoma do País Basco, com 25,03 km² de área. Em 2021 tinha 100 907 habitantes (densidade: 4 031,4 hab./km²).